# Хиксвил (Њујорк)
Хиксвил (енгл. Hicksville) насељено је место без административног статуса у америчкој савезној држави Њујорк.

## Демографија
По попису из 2010. године број становника је 41.547, што је 287 (0,7%) становника више него 2000. године.
| Група             | 2000.          | 2010.          |
| Белци             | 32.645 (79,1%) | 25.603 (61,6%) |
| Афроамериканци    | 562 (1,4%)     | 946 (2,3%)     |
| Азијати           | 3.731 (9,0%)   | 8.165 (19,7%)  |
| Хиспаноамериканци | 3.819 (9,3%)   | 6.043 (14,5%)  |
| Укупно            | 41.260         | 41.547         |